# 契隆
契隆是墨西哥的城鎮，由恰帕斯州負責管轄，位於該國東南部，面積2,490平方公里，海拔高度880米，主要經濟活動有農業和畜牧業，2005年人口77,686。